# خط فرعی ماسرو (لسوتو)

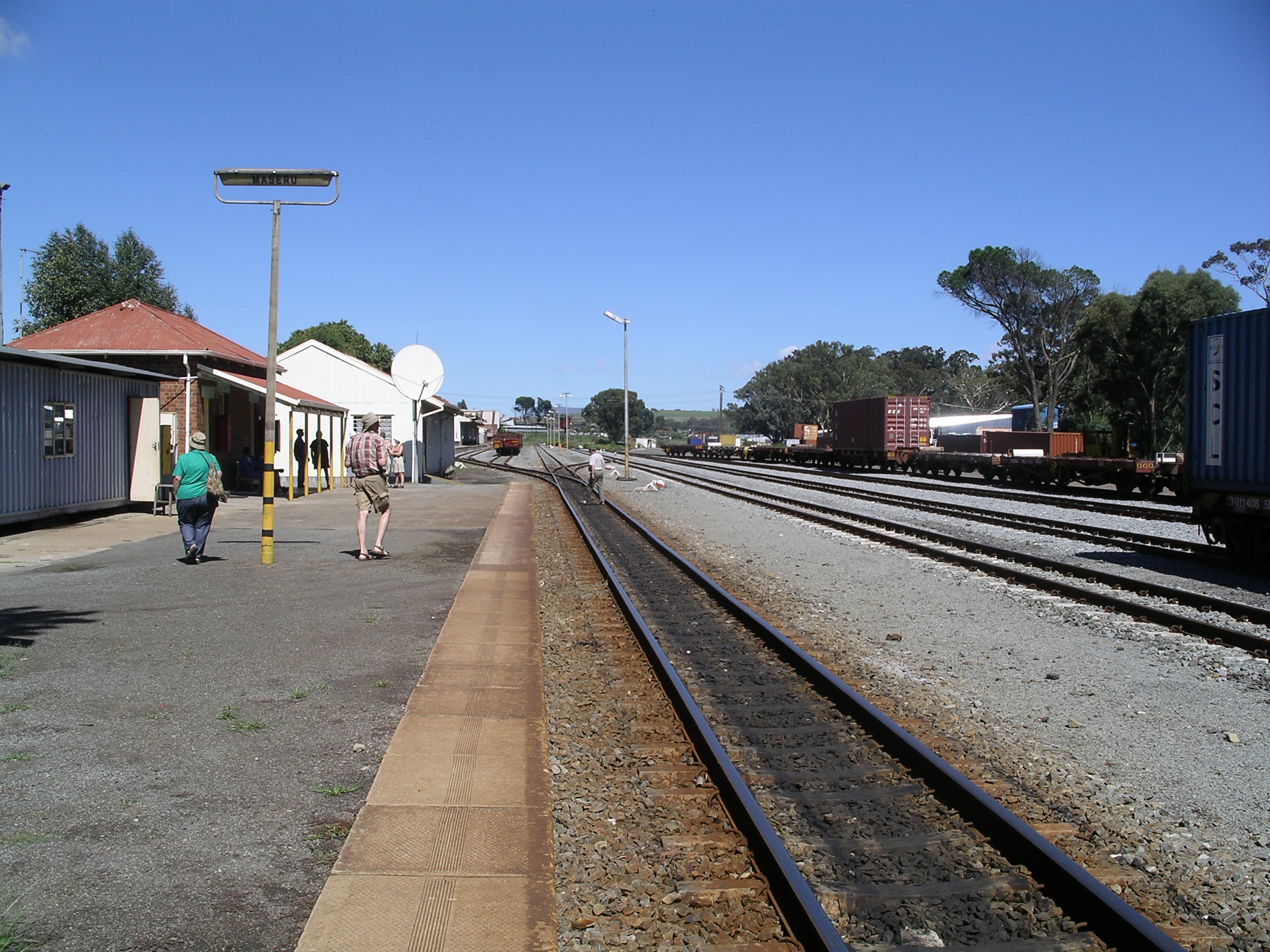
ایستگاه راه‌آهن ماسرو

خط آهن فرعی ماسرو یک خط راه‌آهن به طول ۲۶ کیلومتر (۱۶ مایل) است که ماسرو، پایتخت لسوتو را به شبکهٔ راه‌آهن آفریقای جنوبی متصل می‌کند.

## معرفی کلی
خط فرعی ماسرو از خط راه‌آهن بلومفونتن به بیت‌لهِم در استان ایالت آزاد، شاخه می‌گیرد و از ایستگاه مارسِیل در ایالت آزاد به سمت جنوب‌شرق به طول حدود ۲۴ کیلومتر (۱۵ مایل) ادامه می‌یابد تا به رودخانه کالدون برسد. پس از عبور از این رودخانه که مرز لسوتو با آفریقای جنوبی است، خط به طول حدود ۱٫۶ کیلومتر (۱٫۰ مایل) از یک منطقهٔ صنعتی در ماسرو عبور می‌کند و ایستگاه شهر و چند کارخانه و انبار را خدمات‌رسانی می‌کند. این خط متعلق به شرکت «ترانسنت فریت ریل» آفریقای جنوبی است و خدمات باری دارد اما قطار مسافری منظم در آن فعال نیست.

نقشهٔ خط راه‌آهن از بلومفونتن تا ماسرو

ساخت خط راه‌آهن بلومفونتن-بیت‌لهم که هدف آن اتصال مستعمره رود اورنج به بندر دوربان بود، از سال ۱۹۰۲ توسط اداره راه‌آهن مرکزی آفریقای جنوبی آغاز شد. تا ژوئن ۱۹۰۴، این خط تا موددِروت بازگشایی شده بود. برای به‌صرفه بودن پروژه، تصمیم گرفته شد خط اصلی مسیر کوتاه‌تری را طی کند و ماسرو با یک شاخهٔ فرعی متصل شود. این شاخه فرعی از مارسِیل به ماسرو، همراه با ساخت یک پل جدید روی رودخانه کالدون، در ۱۸ دسامبر ۱۹۰۵ افتتاح شد.